# ソフトウェア特許
ソフトウェア特許（ソフトウェアとっきょ）とは、コンピュータを利用する発明に関する特許である。
1990年代終わり頃からコンピュータ利用発明に関する特許出願が急増したが、これらの発明は従来の特許制度では取り扱うことが困難な問題を含んでいた。このため、各国特許庁では制度や運用の整備を行ってきたが、依然として、ソフトウェア特許を認めるべきか、認める場合にはどの範囲まで認めるべきかということが問題となっている。
本項では、ソフトウェア特許のうち、その概要と現在の制度・運用等について述べる。ソフトウェア特許が抱える問題の詳細については、「ソフトウェア特許論争」参照。

## 定義
欧州特許庁は、ソフトウェア特許に関連して、「コンピュータ利用発明("computer-implemented invention")」という用語を用いており、その審査基準において、「コンピュータ、コンピュータネットワーク若しくはその他のプログラム可能な従来装置を含むクレームであって、クレームされた発明中の一見して新規な発明が、1つ又は複数のプログラムによって実現されるものを含む発明」（特許庁訳）と定義している。
発明の記載としては、例えば、「従来装置の操作方法」、「その方法を実行するために設定された装置」、あるいは、審決 T1173/97(OJ 10/1999,609)に従い、プログラムそれ自体などの形態をとることができる。
また、イギリスの無料オンライン・コンピュータ関連事典FOLDOCは、一般的なソフトウェア特許の定義を「他者からプログラミング技術を使われることを防止する事ができる特許」としている。

## 歴史
初めて認可された特許はおそらく、1962年、英国石油によって申請された、線形計画法の解法に関する特許であろう。この特許は、低速な記憶装置と高速な記憶装置を用いて、反復法によって線形計画法を解くようにプログラムされたコンピュータの特許である。これは、多数の制約条件を有する最適化問題を連立一次方程式によって解く方法であったが、この時代には、コンピュータを使うことが、直接「機械」を用いることを意味していたため、産業上の利用可能性を充足すると捉えられていたものである。
このように、かつては、ソフトウェアはハードウェアに極めて近い機械語・低級言語であったことから、ソフトウェアはある意味、具体的で生々しいものであり、ハードウェア等の技術的な構成と密接に関連していたものであった。しかしながら、コンピュータのソフトウェアは、ハードウェアから離れ、徐々に抽象化・概念化が進み、ソフトウェアが必ずしも従来のストアードプログラム方式に基づいて動作することを直接的に意味するものではなくなりつつある。

## 各国における動向

### 米国における動向
複雑なソフトウェアを起動できる処理能力が高いコンピュータは、1950年代以降に出現され始めた。しかしながら、アメリカ合衆国特許商標庁（USPTO）においては、特許法 (35.USC) 第101条に、特許される発明として「新規かつ有用な方法、機械、製品若しくは組成物、又はそれらについての新規かつ有用な改良を発明又は発見した者は、本法の定める条件及び要件に従って、それに対して特許を受けることができる。」旨の規定があるように、特許を受けることができる発明を、方法 (process)、機械 (machine)、製品 (manufacture)、組成物 (compositions of matter) の4つのカテゴリーに限定してきた。このため、ソフトウェア自体は発明の成立性を満たすものとは考えられてこなかった。
たとえば、ディアディア事件 (Diamond v. Diehr, 450 U.S.175,209 USPQ 1(1981)) の判例でも、自然法則 (law of nature)、物理現象 (physical phenomena)、抽象的アイデア (abstract idea) 等については、いずれも特許対象に含まれないものとされ、「科学的事実」や「数式」についても特許が与えられないことは、その他判例法上も確立した見方であった。これは、従来において、ソフトウェア工学の基本的な技術の大部分が特許可能性を有してこなかったことを意味している。
1982年、プロパテント政策下で、アメリカ合衆国は特許訴訟の控訴審のために、新たに連邦巡回区控訴裁判所（Court of Appeals for the Federal Circuit: CAFC）を設立した。この裁判所では、証拠不十分な弁護の適用可能性を弱め、無効であると証明されない限り、特許が有効なものであったと推定することで、特許権の有効性の確認を容易に行わせるようにした。それによって、1990年代初めまでに、ソフトウェアの特許性が徐々に確立されていくことになった。1996年、USPTOはFinal Computer Related Examination Patent Guidelinesを出している。
また、インターネットと電子商取引の拡大は、多くのソフトウェアやビジネス方法に関する発明（ビジネスモデル特許）の出願を増大させ、一般的に特許にならないと信じられていた対象に特許が認められることになった。そして、1998年には、大きな影響を及ぼす判決が出された。連邦巡回裁判所のステートストリートバンク事件控訴審判決において、従来のビジネス方法の適用除外を否定し、「有用かつ具体的な有形のアプリケーションである場合、ソフトウェアに基づくシステムによって実施されるビジネス方法プロセスは特許可能である」旨の判示がなされた影響は大きかった。
続いてAT&T事件控訴審判決において、従来の数学的アルゴリズムの適用除外を否定し、通信ビジネスにおけるシステム特許の事例においても、同様に特許成立性が認められた。これによって、ビジネス手法をソフトウェアによってシステム化した発明であっても、三つの要件、有用性 (useful)、具体性 (concrete)、明確性 (tangible) を満たしていれば、特許成立性を満たすことが明確化された。
（ステートストリートバンク事件控訴審判決 (State Street Bank & Trust Co. v. Signature Financial Group, Inc., 149 F.3d 1368, 1374-75, 47 USPQ2d 1602 (Fed. Cir. 1998).) 、AT&T事件控訴審判決 (AT&T Corp. v. Excel Communications, Inc., 172 F.3d 1352, 50 USPQ2d 1447,1452 (Fed. Cir. 1999).) ）。
しかしながら、ワンクリック特許をはじめ、多くのソフトウェア特許には、産業界や世論の厳しい意見が投げかけられている。これを受けて、米国の特許庁では審査を厳しくする運用がなされ、現在ではビジネス方法に関するソフトウェア特許の特許率は10%程度にまで減ってきている。また、マイクロソフト社も、ソフトウェアの特許権は、不必要な法廷紛争を増やし、多くのコストの原因であることから、ソフトウェア産業界の損失を増やす原因であるとコメントしている。

### 欧州における動向
一方で、欧州特許条約 (EPC) 第52条第2項においては、「次のものは、…発明とはみなされない。(a) 発見、科学の理論及び数学的方法、…(c) 精神的な行為、遊戯又は事業活動の遂行に関する計画、法則又は方法、並びにコンピュータ・プログラム」と規定があることから、ヨーロッパ特許庁においては、従来よりビジネスに関連するソフトウェアは、特許の対象から除外されていた。この点では、明確に「コンピュータのためのプログラム」は除外されていた。
しかしながら、1998年、欧州特許庁審判部において、IBM審決 (T 1173/97 - 3.5.1 ,1998.07.01, Asynchronous resynchronization of a commit procedure) により、技術的性質を有するコンピュータのシステム自体には、特許可能性があることが結論づけられた。これによって、審査実務において、ヨーロッパ特許庁は多くのソフトウェア特許を認めることとなった。(なお、欧州特許庁では、出願された発明は3人合議体で厳密に技術性の評価がなされ、発明に該当しないと判断されると、第45規則に基づいて、サーチをしない旨の宣言(No Search Declaration)がなされる。)
このように、ソフトウェアに一定の技術的性質や技術的寄与があれば、特許になることが結論付けられたこと、また、現行条文の表現が紛らわしいとして、現在では、欧州特許条約 (EPC) 第52条第2-3項を改正し、ソフトウェアを非特許要件から外す旨の改正がすすめられているが、ソフトウェア特許に対する世論の意見は厳しく、欧州委員会が2002年2月に公表した「コンピュータ利用発明の特許性に関する指令」案も3年に渡る議論の末に2005年7月に欧州議会より否決された。

### 日本における動向
現在、日本国特許法第2条では、『「発明」とは、自然法則を利用した技術的思想の創作のうち高度のものをいう』と定義されており、純粋な計算の方法や、純粋なアルゴリズムが特許になることはないとされている。そのため、発明においては、何らかの形で技術的な構成が必要とされる。
しかしながら、旧特許法（大正10年法）においては、現在のような発明の定義規定が明確に存在していなかった。しかし、暗号の発明である「欧文字単一電報隠語作成方法」に対する特許願拒絶査定不服抗告審判の審決取消請求（昭和25年（オ）第80号）最高裁昭和28年4月30日第一小法廷判決において、『特許法第一条にいわゆる工業的発明とは自然法則の利用によつて一定の文化的目的を達するに適する技術的考案をいうのであつて、何等の装置を用いず、また自然力を利用した手段を施していない考案は工業的発明とはいえない。』旨の判示がなされた。
これに続いて、「電柱広告方法」に対する特許願拒絶査定不服抗告審判の審決取消訴訟事件（昭和27年抗告審判第176号）東京高裁昭和31年（行ナ）第12号判決（東京高裁第5特別部）においても、『電柱および広告板を数個の組とし、電柱に付した拘止具により、一定期間ずつの移転順回して掲示せしめ、広告効果を大ならしめようとする広告方法の発明は、広告板の移動順回には自然力を利用しないから、特許法第1条にいわゆる工業的発明を構成するものとはいえない。』旨の判示が出された。
以上の判例や法理に基づいて、現行特許法（昭和34年4月13日法律第121号）第2条における発明の規定が設けられたものである。現在も日本においては、この方針は変わっておらず、新たな変更もなされていない。（最近の日本における発明成立性の事件としては、平成17年（行ケ）第10698号「ポイント管理装置および方法」知財高裁平成18年9月26日判決や、平成16年（行ケ）第188号「回路シミュレーション方法」東京高裁平成16年12月21日判決が挙げられる。）
つまり、日本においては、ソフトウェア特許は、何らかの形で自然法則を利用した技術的な思想であることを要求される。
平成19年（行ケ）第10239号「審決取消請求事件」知財高裁平成20年2月29日判決においては、『「ソフトウェアとハードウェア資源とが協働」していることが、重要な判断基準』だとするものの、『計算装置によって計算するというだけでは、計算処理を実行するソフトウェアとハードウェア資源とが協働しているとはいえない』とし、『単なる入力、出力といった、通常の情報処理に付随する一般的な処理を除いた、その発明特有の処理がハードウェア資源を用いてどのように実現されているのかが特定されていないものを「ソフトウェアとハードウェア資源とが協働」していないものとしていることは明らかである』としている。
また、特許庁の審査の運用指針において、コンピュータプログラムリスト (ソースコードを提示したもの) は"情報の単なる提示"に当たるため、発明には該当しないとしている。
参考文献
- 「平成17年(行ケ)第10698号審決取消請求事件」
- 「平成19年（行ケ）第10239号 審決取消請求事件」
- 特定技術分野の審査の運用指針:1.1 「発明」に該当しないものの類型

#### 日本国特許法におけるソフトウェア特許
従来から、ソフトウェア関連の発明について、特許法上問題となっていた。発明には、大きく分けて、物の発明と方法の発明に大別される（特許法第2条3項）。民法上、物は、有体物に限られているため、民法の特別法である特許法におけるソフトウェアは、物の発明であるか方法の発明であるのか問題となっていた。実務上は、ソフトウェアが格納された記録媒体という物の形式でソフトウェアに関する発明について、保護していた。
このような状況にかんがみ、平成14年の特許法改正において、ソフトウェアに関する発明を条文上、物の発明として取り扱うことを明示する法改正が行われた。（なお、同時に、商標法においても、ダウンロードして使用するソフトウェアと、ASPとは、それぞれ、商品商標と役務商標として、取り扱う法改正が行われた。）
参考文献
「ネットワーク化に対応した特許法・商標法等の在り方について」
ソフトウェア特許が成立するためには、ソフトウェアによる情報処理が、ハードウェア資源を用いて具体的に実現されていることを要する。ここで、「ソフトウェアによる情報処理がハードウェア資源を用いて具体的に実現されている」とは、ソフトウェアがコンピュータに読み込まれることにより、ソフトウェアとハードウェア資源とが協働した具体的手段によって、使用目的に応じた情報の演算又は加工を実現することにより、使用目的に応じた特有の情報処理装置（機械）又はその動作方法が構築されることをいう（このコンピュータ・ソフトウェアに関する特許審査基準の正当性は、平成9年（行ケ）第206号（東京高判平成11年5月26日判決）において言及された）。
さらに、特許明細書においては、単なる発明のアイディアだけではなく、どのようにその発明を実施できるかを技術的に正確かつ詳細に記載しなければならない（公開代償説）。したがって、特許出願の願書に添付する明細書（特許法第36条第2項）には、上記ソフトウェアの処理について、実施可能要件を満たすように留意して記載する必要がある（特許法第36条第4項1号）。
現在の審査手続き（プラクティス）においては、特許要件として、進歩性（特許法第29条2項）を有する必要がある。通常、いわゆる当業者（その分野において通常の知識を有する者）は、その技術分野に限定されるが、ソフトウェア関連発明においては、当業者がハードウェア資源とソフトウェア処理の両方の分野の知識を有する者と想定された上で、進歩性が判断されている。（ソフトウェア発明における当業者は、複数の技術分野からの「専門家からなるチーム」として考えられている。）
参考文献
「特許・実用新案 審査基準　第VII部 特定技術分野の審査基準 第1章 コンピュータ・ソフトウェア関連発明」
また、特許の審査においては、コンピュータソフトウェアにおいては、何が先行技術に属するかを的確に認識することが困難であると考えられる。なぜなら、コンピュータソフトウェアでは、それらの先行技術が特許文献の中に記載されることはあまりなく、その先行技術が、OSのマニュアル中に記載されていたり、ソースコードの中に記載されていたり、巷のプログラマのテクニック（慣用技術）等として伝わっていたりすることがあり、審査対象の文献に較べて、先行技術が偏在しているからである。そのため、各国特許庁では、コンピュータソフトウェアに関する文献の整備を図っており、米国特許商標庁では、EIC(非特許文献データベース)、日本国特許庁では CSDB(コンピュータソフトウェアデータベース)の充実を図っているとされる。
なお、平成14年8月以降は、特許法第36条第4項第2号の規定「先行技術文献情報開示制度」が設けられ、出願時に発明の先行技術を知っているのに、その先行技術を隠して出願するような(民法上の)信義則違反について、手続き上の歯止めが設けられた。

### (参考)三極特許庁における特許要件の比較
| 欧州特許条約(EPC) | 日本国特許法 | 米国特許法(35 U.S.C) |
| --- | --- | --- |
| 第52 条 特許することができる発明 (1)欧州特許は、産業上利用することができ、新規でありかつ進歩性を有する発明に対して付与される。 (2)次のものは特に(1)にいう発明とはみなされない。 ・・・(c)精神的な行為、遊戯又は業務の遂行のための計画、法則及び方法、並びにコンピュータ・プログラム | 第2条 （定義） この法律で「発明」とは、自然法則を利用した技術的思想の創作のうち高度のものをいう。 第29条 （特許の要件） 産業上利用することができる発明をした者は、次に掲げる発明を除き、その発明について特許を受けることができる。 | 第100条 定義 前後の関係からみて他の意味に用いられる場合を除いて、本法においては、 (a) 「発明」とは、発明又は発見をいう。 (b) 「方法」とは、方法、技巧又は工程をいい、既知の方法、機械、製品、組成物又は材料の新用途を含む。 第101条 特許される発明 新規かつ有用な方法、機械、製品若しくは組成物、又はそれらについての新規かつ有用な改良を発明又は発見した者は、本法の定める条件及び要件に従って、それに対して特許を受けることができる。 |

条文上は、三極の発明の定義はまちまちであり、国際的に統一がとれていないように見える。しかし、以下に示されるように、審査基準における「特許要件(patentability)」の考え方には、本質的な差は見あたらないともとれる。（1）発明が抽象的でなく、具体的で技術的であること、（2）実施例が具体的に記載されていること、といった要件が必要とされる。その意味から、実質的には、コンピュータにおける技術的構成を明示すること（例えば、特定のハードウェアと関連する構成や、データ構造とアルゴリズムからなる具体的なソフトウェアの構成等）が必要とされる。

| 欧州特許庁審査ガイドライン Part C, Chapter IV, 2.3.6 |
| --- |
| コンピュータプログラムは「コンピュータ利用発明」の形態をとっているが、この表現は、コンピュータ、コンピュータネットワーク若しくはその他のプログラム可能な従来装置を含むクレームであって、クレームされた発明中の一見して新規な発明が、1つ又は複数のプログラムによって実現されるものをカバーすることを意図している。 ・・・ここで特許可能性を考慮するときに基本となるものは、原則としてその他の主題の場合と同じである。第52条(2)で掲げるリストの中には「コンピュータ用プログラム」が含まれているとはいえ、クレームされた主題が技術的性質を含んでいれば、第52条(2)又は(3)の規定による特許性除外の対象とはならない。・・・ コンピュータプログラムが、コンピュータを作動させているときに、そのような通常の物理的効果を超えた更なる技術的効果をもたらす能力を有していれば、クレーム態様がそれ自体であるか又はデータ搬送体の記録としてであるかにかかわらず、特許性除外の対象とはならない。この更なる技術的効果は先行技術中で知られていてもよい。コンピュータプログラムに技術的性質を貸与する更なる技術的効果は、例えば、プログラムの影響下にある工業的処理の制御、物理的存在を示す処理データ、又はコンピュータ自体若しくはその周辺機器の内部機能の中であって、例えば、ある処理の効率性や保安性、要求されるコンピュータ資源の管理、通信リンクでのデータ送信レートなどに影響を与えることができるものの中に見ることができる。結果として、プログラム自体として、データ搬送体中の記録として、又は信号の形態としてクレームされているコンピュータプログラムは、そのプログラムが、コンピュータを作動させているときに、プログラムとコンピュータとの間に存する通常の物理的対話構造を超えた更なる技術的効果をもたらす能力を有していれば、第52条(1)で意味する範囲内の発明とみなすことができる。このようなクレームは、特に第84条、第83条、第54条及び第56条並びに後述する4.5で示すEPCのすべての要件を満たせば特許が付与される。このようなクレームはプログラムリストを記載すべきでないが、プログラム作動中に実行することを意図している処理が特許性を有していることを確約する、すべての特徴を定義すべきである。 |
| 日本国 特許・実用新案審査基準 第VII部 第1章 2.2.2 |
| 2.2.1 基本的な考え方 ソフトウェア関連発明が「自然法則を利用した技術的思想の創作」となる基本的考え方は以下のとおり。(1) 「ソフトウェアによる情報処理が、ハードウェア資源を用いて具体的に実現されている」場合、当該ソフトウェアは「自然法則を利用した技術的思想の創作」である。（「3. 事例」の事例2-1 ～2-5 参照） （説明） 「ソフトウェアによる情報処理がハードウェア資源を用いて具体的に実現されている」とは、ソフトウェアがコンピュータに読み込まれることにより、ソフトウェアとハードウェア資源とが協働した具体的手段によって、使用目的に応じた情報の演算又は加工を実現することにより、使用目的に応じた特有の情報処理装置（機械）又はその動作方法が構築されることをいう。 そして、上記使用目的に応じた特有の情報処理装置（機械）又はその動作方法は「自然法則を利用した技術的思想の創作」ということができるから、「ソフトウェアによる情報処理が、ハードウェア資源を用いて具体的に実現されている」場合には、当該ソフトウェアは「自然法則を利用した技術的思想の創作」である。 参考：「自然法則を利用した技術的思想の創作」であるためには、請求項に係る発明が一定の目的を達成できる具体的なものでなければならない。（「技術は一定の目的を達成するための具体的手段であって、実際に利用できるもので、…客観性を持つものである。」 平成9 年（行ケ）第206 号（東京高判平成11年5月26日判決言渡) |
| 米国特許商標庁 審査官審査手続手引書 第2106章 |
| A.発明中に示される実施例の参酌 請求項に記載された発明は、全体として実施の様態がきちんと記載されている必要がある。すなわち、それは、有用(useful)で、具体的(concrete)、かつ触知できる(tangible)結果をもたらさなければならない。(State Street, 149 F.3d at 1373, 47 USPQ2d at 1601-02.) ・・・したがって、全体の技術開示には、請求項を裏付ける実施の様態にその根拠が含まれていなければならない。・・・ B.特許要件を満たす発明の類型 1 非発明の対象 明らかに特許要件を満たさない(請求項に記載される)コンピュータ関連発明の類型は、磁気のような自然現象や、抽象的なアイディア、または自然法則そのもの等のように、「説明的(descriptive)な構成要素」からなるものである。抽象的なアイディアは特許の対象にはならない(Warmerdam, 33 F.3d at 1360, 31 USPQ2d at 1759, or the mere manipulation of abstract ideas, Schrader, 22 F.3d at 292-93, 30 USPQ2d at 1457-58)。説明的な構成要素とは、「機能的に記載された構成要素」もしくは「非機能的に記載された構成要素」のどちらかに特徴づけられる。ここで、「機能的に記載された構成要素」とは、コンピュータの構成要素として使われるときに、機能性を与えるデータ構造とコンピュータプログラムからなるものである。（「データ構造」とは、特定のデータ操作を実現するように構成される、データ要素間の物理的もしくは論理的な関連性のことである。 .(新IEEE電気電子標準用語辞書 第5版(1993)から).「非機能的に記載された構成要素」は、音楽、文学作品、及びデータの編集や単なるデータの配列等であるが、これらに限定されるものではない。本質的に、これらの「説明的な構成要素」は、特許要件を満たさない。(Warmerdam, 33 F.3d at 1360, 31 USPQ2d at 1759.) 機能的記載の構成要素が、コンピュータで読み書き可能な媒体上に存在する場合、それが構造的・機能的に媒体と相互に関連性があり、具体的な技術の適用によってその機能的な構成要素の機能が実現可能な場合については、ほぼ特許要件を満たす。（略）非機能的に記載された構成要素がコンピュータで読み書き可能な媒体上に存在する場合は、実施要件を満たすのに必要な必須機能性を欠くことから、特許要件を満たさない。         |

## ソフトウェア特許と機能的クレーム
「ソフトウェア特許」について、誰しもが受け入れられる定義や、何が正しいか、そうでないかを定義づける統一的な規定が存在しない。これは、ソフトウェア特許における「機能的クレーム」が原因であると考えられる。

米国においては、請求項の記載が、有用で(useful)、具体的で(concrete)、実体的な(tangible)技術的要素については特許可能性があることが明確化されている。
欧州においては、請求項の記載と明細書の全体から、その発明に技術的な構成が含まれているかが重要視される。技術的効果・技術的寄与を備える構成については、特許可能性があることが明確にされている。
日本においては、発明は特許法第2条の「自然法則を利用した技術的思想の創作のうち高度のもの」であることを要し、コンピュータソフトウェア審査基準において、「ソフトウェアによる情報処理がハードウェア資源を用いて具体的に実現されている」ことを要する旨が定義されている。
これらの上記の定義においては、請求項の記載が発明になりえるかといったことを判断するのには役に立つが、ソフトウェア特許における「機能的クレーム」において、実体的に示される技術的思想が、どのような対象（客体）に対して権利を及ぼすかを明確に判断することが著しく困難である。その意味で、審査結果と権利範囲の効果は全く異なるものである。
たとえば、多くの分野の技術的思想においても、ソフトウェア的な「機能的クレーム」が含まれることが多い。そして、この一般的な特許とソフトウェア特許との間に明確な区別をする事は困難であり、この機能的クレームにおいては、純粋に機械的な手段や、電子的な手段、あるいは方法的な手段のうち、何によって実現されるものなのかが不明確であることが多く、その技術的な実体も不明確であることが多い。
加えて、もしあるソフトウェアが、いわゆる等価原理、ないしアナログ下で、ソフトウェアと明確な区別をする事が難しい形で使われるとするなら、ソフトウェアを必要としない手段を含む特許を侵害する可能性もあり得るということである。（たとえば、ソフトウェアがデジタルシグナルプロセッサ化（DSP化)されたとしたら、ハードウェアとして認識される可能性は大きくなる。）
ソフトウェア特許とは、どのような実体によって、技術的と認められるものであるべきか、また、願望的な機能のみを記載することが、果たして、本当に技術的であるといえるのであるかについては、権利の正当性において、厳密な判断が必要であろう。

## 発明の成立性と特許法第104条の3
いわゆる「キルビー判決」債務不存在確認請求(平成10年(オ)第364号)最高裁平成12年4月11日第三小法廷判決において、「特許の無効審決が確定する以前であっても、特許権侵害訴訟を審理する裁判所は、特許に無効理由が存在することが明らかであるか否かについて判断することができると解すべきであり、審理の結果、当該特許に無効理由が存在することが明らかであるときは、その特許権に基づく差止め、損害賠償等の請求は、特段の事情がない限り、権利の濫用に当たり許されない」旨が判示され、従来の大審院判例(大正5年(オ)第1033号)が変更された。これにより、権利濫用の抗弁が、知財訴訟においても認められるようになった。
そして、この特許権などの侵害訴訟と特許無効審判等との関係を整理するために、平成16年の特許法改正（特許庁による改正ではなく、裁判所法等の一部を改正する法律（平成16年法律第120号）による一部改正）において、特許法第104条の3の規定が設けられた。これは、（特許権者等の権利行使の制限）として「特許権又は専用実施権の侵害に係る訴訟において、当該特許が特許無効審判により無効にされるべきものと認められるときは、特許権者又は専用実施権者は、相手方に対してその権利を行使することができない」旨が規定されたものである。
この特許法改正に関しては、過去の訴訟に係る特許権に無効理由が数多く存在したことも影響していると考えられる。たとえば、アルゼ株式会社の「スロットマシン」の特許権(特許第1855980号)に基づく損害賠償請求事件(平成11年(ワ)第23945号)東京地裁平成14年3月19日判決では、サミー株式会社に74億円余の支払いを命じたものの、その特許が無効審判で全部無効とされ、その後の審決取消請求行政訴訟(平成15年(行ケ)第36号)東京高裁平成17年2月21日判決により、当該特許の無効が確定した。このような事例が相次いだことにより、特許権などの侵害訴訟と特許無効審判等との関係を整理するために設けられた規定である。
上記のように、ビジネス形態を主眼とした「ソフトウェア特許」においては、多くの場合、取引の形態や、商取引の方法など、ビジネスの手法に主眼が置かれているため、コンピュータソフトウェアの構成部分については、各機能手段が、中身の空虚なブロックとして形式的に記載されるだけのものが多い。特許要件の根拠となる基本的な部分が全く記載されていない場合等には、基本的な意味で自然法則に基づく技術的思想そのものが構成されていないことになる。このような自然法則を利用した自然力を有しているとはいえない発明や、実施例において具体的なしくみが全く記載されていないような発明については、コンピュータ・ソフトウェアとしての特許要件を満たすことにはならないため、訂正によっても補正不能な、明らかに無効な特許権の行使である場合に該当し、権利濫用に該当すると判断される可能性がある。
たとえば、発明の成立性と権利濫用の例については、実用新案権侵害差止等請求事件(平成14年(ワ)第5502号)東京地裁平成15年1月20日判決 （控訴中）において、 『上記本件考案は、専ら、一定の経済法則ないし会計法則を利用した人間の精神活動そのものを対象とする創作であり、自然法則を利用した創作ということはできない』として、本質的な考案の特徴部分には自然法則に基づく技術的な構成が含まれていないから、権利は無効であり、権利行使はできないと判断された。
また、最近の例では、特許法第104条の3を用いた権利行使の制限の抗弁によって、「一太郎」特許権侵害差止請求控訴事件(平成17(ネ)10040)知的財産高等裁判所平成17年9月30日大合議判決では、株式会社ジャストシステムが松下電器産業株式会社に逆転勝訴することができた。この場合においては、株式会社ジャストシステムが松下電器産業株式会社の特許権に進歩性の欠如を有していることを証明したことで、松下電器産業株式会社（控訴人）の権利の行使が認められなかったものである。
参考文献 「“一太郎・花子”特許権侵害差止請求控訴事件」

## ソフトウェアの特許による保護と著作権による保護
ソフトウェア特許は、しばしばソフトウェアの著作権と混同されることがある。WTOのTRIPS協定等の国際的な合意の下では、ソフトウェアを含むどのような著作物でも自動的に著作権で保護される。ソフトウェアが著作権法で保護されるということは、プログラム・コードを直接複製することを規制し、デッドコピーから保護されることを意味している。
一方で、ソフトウェア利用発明を特許出願して、特許権が認められると、より強い拘束力を有する排他的な実施権を持つことになる。同様な原理を有する開発対象自体を保護し、動作原理が同じであるプログラム・コードであれば、どのような実行部分であっても保護されることになる。
通常、プログラムを著作権者のオリジナル・プログラムと異なる手法で、同様な原理のプログラムコードとして表現すれば、著作権侵害を避けられるとされる。しかし、そのプログラムは、特許権者と同じ原理を用いている限り、特許侵害を避けることは出来ない。特許権で保護されるということは、先使用権を有していない限り、あらゆる対象に及ぶことになり、たとえば特許出願後に他の開発者によって全く独立に開発されたプログラムであったとしても、それは侵害とみなされることになる。
大半の特許は、（特許管理費用や更新手数料を支払っている場合に）出願日から20年間権利を保有できるのに対して、著作権は権利者の死後50年間権利が存続する（日本の場合。アメリカやEUなどでは、権利者の死後70年間。日本でも70年間への延長が検討されている）。